# 永峰亭
永峰亭位于中国浙江省宁波市海曙区鄞江镇芸峰村水库脚自然村东面，始建于南宋，民国初期重建，为穿心凉亭，亭内右侧原设有神像，中设赵公元帅，上首设土地神，下首设蚕花仙子，2010年公布为鄞州区文物保护单位，2018年12月28日因行政区划调整公布为海曙区文物保护单位。